# Freier Turn- und Sportverein 1922 Straubing (pallavolo)
Il Freier Turn- und Sportverein 1922 Straubing è una società pallavolistica femminile tedesca, con sede a Straubing: milita nel campionato tedesco di 1. Bundesliga e fa parte della società polisportiva Freier Turn- und Sportverein 1922 Straubing.

## Storia
La sezione di pallavolo femminile del Freier Turn- und Sportverein 1922 Straubing nasce nel 2000, quando la polisportiva inizia una collaborazione con la società pallavolistica dello Straubing, con all'attivo già alcune stagioni in 1. Bundesliga. Partendo dalle categorie regionali del campionato tedesco, in appena tre annate il club raggiunge la 2. Bundesliga, che abbandona nel 2006, dopo essere retrocesso nelle categorie regionali. 
Nel 2011 il club è promosso nuovamente nella serie cadetta, alla quale partecipa dal 2012 utilizzando il nome sponsorizzato NawaRo Straubing, dal quale deriva anche il nome dalla società a responsabilità limitata che gestisce la prima squadra del club, la NawaRo Spielbetriebs GmbH; da questo momento, inoltre, il club utilizza i colori arancione e nero per le divise, invece dei tradizionali colori sociali della polisportiva, il blu e il bianco. 
Conquista ancora una promozione, questa volta in massima serie, nel 2014, ma rinuncia alla 1. Bundesliga per motivi economici. Promosso nuovamente un anno dopo, partecipa per la prima volta alla massima divisione nazionale nella stagione 2015-16, decidendo tuttavia di ripartire dalla serie cadetta dal seguente campionato, sempre motivi economici. Nel 2018 ritorna in 1. Bundesliga grazie alla rinuncia dell'Offenburg, vincitore del campionato cadetto.

## Rosa 2021-2022
| N° | Nome                 | Ruolo | Data di nascita   | Nazionalità sportiva |
| -- | -------------------- | ----- | ----------------- | -------------------- |
| 1  | Antonia Herpich      | L     | 4 marzo 2005      | Germania             |
| 2  | Puck Hoogers         | S     | 17 novembre 2003  | Paesi Bassi          |
| 3  | Lina-Marie Lieb      | S     | 30 luglio 2001    | Germania             |
| 4  | Anna Mebus           | P     | 5 novembre 1999   | Paesi Bassi          |
| 5  | Sabrina Krause       | C     | 18 dicembre 1998  | Germania             |
| 6  | Sina Fuchs           | S     | 28 settembre 1992 | Germania             |
| 8  | Lindsay Kleuskens    | C     | 14 dicembre 1999  | Canada               |
| 9  | Emilia Jordan        | P     | 26 luglio 2005    | Germania             |
| 10 | Elisabeth Kettenbach | P     | 28 gennaio 2001   | Germania             |
| 11 | Amber de Tant        | L     | 22 marzo 1998     | Belgio               |
| 14 | Julia Brown          | S     | 3 febbraio 1996   | Stati Uniti          |
| 15 | Marie Hänle          | O     | 8 settembre 2002  | Germania             |
| 18 | Samantha Cash        | C     | 5 maggio 1993     | Stati Uniti          |